# Molophilus bidigitatus
Molophilus bidigitatus är en tvåvingeart som beskrevs av Alexander 1931. Molophilus bidigitatus ingår i släktet Molophilus och familjen småharkrankar. Inga underarter finns listade i Catalogue of Life.